# オランダの企業一覧
オランダの企業の一覧（List of Dutch companies）

## 金融・保険業
- ABNアムロ銀行
- アトラディウス
- アレクスバンク
- エイゴン
- NNグループ
- INGグループ
- ラボバンク

## 製造業
飲料品・食品
- アンリミテッド・デリシャス
- オレンジ・ブーム
- グロールシュ
- ハイネケン
  - アムステル
  - ブランズ
  - デ・リダー
- ババリア
- フリースランドフース
- ボルス
- デ・カイパー
- マキシアム・ワールドワイド
- ペルフェティ・ファン・メレ
- ラ・サボネリー
- PGCハエニウス

衣服・小物
- ブラバンシア
- オイリリー
- オルソン・ボディル
- koos
- ジースター
- フォン・ラーフェンスタイン
- STANNO
- by-lin
- ヤン・ヤンセン

化学
- アクゾノーベル
- DSM

自動車
- DAF（DAFトラック）
- スパイカー・カーズ
- VDL グループ

電気機器
- KILI
- フィリップス
- シグニファイ
- ASML
- ASMインターナショナル
- Oce
- NXPセミコンダクターズ

## 物流・交通
- P&Oネドロイド
  - ネドロイド
- KLMオランダ航空（KLM）
- TNT

## 情報・通信業
- アルティス
- KPMG
- KPN
  - ジェトロニクス
- リード・エルゼビア
  - エルゼビア

## 小売業
- アホールド・デレーズ
  - アルベルト・ヘイン
- C&A
- スパー

## サービス業
- ブッキングドットコム
- ランスタッド
  - ヴェディオール

## その他
- BAMグループ
- フグロ